# ブルキナファソとガーナの関係
1983年に ブルキナファソ で トーマス・サンカラ が権力を握ると、ガーナ とブルキナの関係は温かく親密なものになった。 実際、ジェリー・ローリングスとサンカラは、ンクルマが大陸統一政府の夢の土台として推進し、失敗したガーナ・ギニア・マリ連合のように、ガーナとブルキナを統一することについて議論を開始した。 貧困国であるガーナとブルキナの政治的・経済的関係は、協力のための共同委員会や国境画定委員会などを通じて強化されました。ガーナとブルキナの関係では、頻繁にハイレベルの協議や合同軍事演習が行われ、潜在的な反体制派を阻止し、それぞれの国の若い「革命」を保護することが、かなり常態化していた。

## 歴史
植民地支配から引き継いだ人工的な国境によって分断されていたガーナ北部（特にモシ人|Mossi）とブルキナとの民族的な結びつきは、国境を容易に通過でき、商品やサービスが自由に交換されることで、国境の両側の人々の物質的・社会的福祉が著しく改善され、より強くなっていった。例えば、ガーナの臨時国防会議は、ガーナとブルキナの間に道路、航空、電気通信のリンクを確立した。
1987年10月にサンカラが暗殺され、ガーナとブルキナの関係は一時的に大きく悪化した。彼の後継者であるブレーズ・カンパオレが暗殺の犯人であると広く信じられていた。 その結果、ガーナとブルキナの関係は冷え込んだ。ローリングスとカンパオレは1988年初頭、ガーナ北部の州都であるTamale で初めて短期間会談し、ガーナ・ブルキナ関係を協議した。
1989年、リベリアで内戦が勃発し、両国は対立する立場に立たされた。 ガーナは多大な財政的、人的負担をかけ、リベリアに住む約1万人のガーナ人を直ちに本国に送り返し、1990年半ばからはナイジェリアに次ぐ規模の多国籍平和維持軍に部隊を提供した。 1990年から1993年にかけて、リベリア紛争におけるカンパオールの役割は、ガーナとナイジェリアが主導するECOWAS和平イニシアチブと対立した。ブルキナは和平の主な障害とされてきたリベリア｜チャールズ・テイラーの軍に武器を供給していると考えられていたためである。1994年、ブルキナとガーナの関係は、カンパオレがリベリアでの政策やガーナとナイジェリアに対する政策を見直すと思われた時期に温和な兆しを見せていた。
2015年、ガーナ、ブルキナファソ、トーゴの3カ国は、近隣の3カ国間の関係を強化する協定を締結した。3カ国は、教育、健康、農業の問題で協力するために、3カ国間の移動を容易にすることに合意しました。この協定では、3カ国内での強制結婚の抑制や、姉妹国を苦しめた石油の密輸作戦やその他の国境を越えた犯罪行為への取り組みも呼びかけています。
2016年、ブルキナファソはガーナと赤字で取引している。前者はガーナに58,978,640ドル相当の物品を輸出する一方、161,428,465ドル相当の物品を輸入している。

## 参照
- Foreign relations of Burkina Faso
- Foreign relations of Ghana